# Maheshwar
Maheshwar är en ort i Indien.   Den ligger i distriktet Khargone och delstaten Madhya Pradesh, i den centrala delen av landet, 700 km söder om huvudstaden New Delhi. Maheshwar ligger 161 meter över havet och antalet invånare är 21 500.
Terrängen runt Maheshwar är platt. Runt Maheshwar är det ganska tätbefolkat, med 185 invånare per kvadratkilometer. Närmaste större samhälle är Dhāmnod, 12,5 km väster om Maheshwar. Trakten runt Maheshwar består till största delen av jordbruksmark.